# Niederneunkirchen
Niederneunkirchen ist eine ehemalige Gemeinde, die seit 1922 zu Neunkirchen (Saar) gehört. Während der Selbstständigkeit Niederneunkirchens wurde Neunkirchen auch Oberneunkirchen genannt.

## Geschichte
Niederneunkirchen wurde im 19. Jahrhundert, nach anderer Angabe bereits im Jahr 1799, aus der Gemeinde Neunkirchen ausgegliedert und umfasste den Besitz der Gebrüder Stumm in Neunkirchen, nämlich das Neunkircher Eisenwerk mit dem Betriebsgelände und den zugehörigen Wohnplätzen, die Arbeiterhäuser und den Neunkircher Hof. Im Jahr 1847 zählte man in Niederneunkirchen 27 Häuser mit 183 Einwohnern. Die Gemarkung umfasste 166 Hektare. Im Jahr 1865 zählte man samt Schlafhausinsassen 621 Einwohner, 1885 dann 856 Einwohner samt den Schlafhäuslern.
Die Abtrennung geht auf die Interessen der Hüttenbesitzer zurück, die in ihrer selbstständigen Gemeinde nun den Ortsvorsteher bestimmen konnten, die Polizeigewalt ausübten, die Gemeindesteuern erhoben und die Entwicklung der Gemeinde steuern konnten, ohne stets in Interessenkonflikte mit der Muttergemeinde Neunkirchen zu geraten.
Die zu Niederneunkirchen gehörige Siedlung Schlawerie wurde 1847 mit 15 Häusern und 119 Einwohnern geführt. Gemäß einem Antrag der Königlich Preußischen Regierung beschloss der Gemeinderat von Niederneunkirchen am 25. März 1890 das Ausscheiden der Schlawerie aus seinem Zuständigkeitsbereich und die Wiedereingliederung der Schlawerie in die Gemeinde Neunkirchen (Oberneunkirchen).
Durch Vertrag vom 19. Dezember 1921 schlossen sich die vier Gemeinden Kohlhof, Neunkirchen, Niederneunkirchen und Wellesweiler zu einer Gemeinde zusammen, der vier Tage später mit Wirkung vom 1. April 1922 die Stadtrechte verliehen wurden. Innerhalb der neuen Stadt Neunkirchen wurden Nieder- und Oberneunkirchen zum Stadtteil Neunkirchen vereinigt. Niederneunkirchen wurde am 10. Februar 1933 von der Gasometerexplosion schwer getroffen und verzeichnete zahlreiche Todesopfer, Verletzte und Gebäudeschäden. Von zehn Häusern und ihren Bewohnern war keine Spur mehr zu finden.

## Bevölkerungsentwicklung
| Jahr      | 1840 | 1880 | 1951  |
| --------- | ---- | ---- | ----- |
| Einwohner | 274  | 776  | 1.169 |

## Belege
1. 1 2  Richard Hilgers: Die Stadtteile von Neunkirchen. In: Rainer Knauf und Christof Trepesch (Hrsg.): Neunkircher Stadtbuch. Kreisstadt Neunkirchen, 2005, ISBN 3-00-015932-0, S. 709.
2. ↑  Katrin Carl, Christian Reuther, Dennis Schuld: Kleine chroNiK. Eine Zeitreise durch die Geschichte Neunkirchens. Kreisstadt Neunkirchen 2019. S. 23–25